# ペトラ・パウ
ペトラ・パウ（Petra Pau、1963年8月9日 - ）は、ドイツの政治家。左翼党所属。2006年から連邦議会副議長を務めている。

## 経歴
1983年にドイツ社会主義統一党へ入党する。1995年にベルリン市議会議員に選出される。1998年に連邦議会議員に選出される。